# Кубок Австрії з футболу 1927—1928
Кубок Австрії з футболу 1928 — 10-й розіграш турніру. Переможцем змагань вперше став столичний клуб «Адміра».

## Чвертьфінали
| Переможці       | Рахунок | Переможені |
| --------------- | ------- | ---------- |
| «Брігіттенауер» | 2:4     | «Адміра»   |
| «Флорідсдорфер» | 3:1     | «Ваккер»   |
| «Хакоах»        | 0:4     | «Вінер АК» |
| «Герта»         | 3:1     | «Рапід»    |

## Півфінали
| Переможці       | Рахунок | Переможені |
| --------------- | ------- | ---------- |
| «Флорідсдорфер» | 0:2     | «Адміра»   |
| «Герта»         | 0:2     | «Вінер АК» |

## Фінал
| 19 травня 1928 |

| «Адміра»                       | 2 — 1      | «Вінер АК»           |
| ------------------------------ | ---------- | -------------------- |
| 7' Ігнац Зігль 41' Франц Рунге | (Протокол) | 8' Йоганн Вальцгофер |

| «Гоге Варте», Відень Глядачів: 13 000 Арбітр: Альфред Пресслер |

| Адміра                         |                 |
|                                |                 |
| ВР                             | Фрідріх Францль |
| ЗХ                             | Едмунд Штерн    |
| ЗХ                             | Антон Янда      |
| ПЗ                             | Йоганн Кліма    |
| ПЗ                             | Антон Кох       |
| ПЗ                             | Карл Шотт       |
| НП                             | Ігнац Зігль     |
| НП                             | Франц Рунге     |
| НП                             | Карл Штойбер    |
| НП                             | Антон Шалль     |
| НП                             | Карл Кліма      |
| Тренер:                        |                 |
| Ганс Козоурек / Йоганн Сколаут |                 |

| ВАК                                     |                   |
|                                         |                   |
| ВР                                      | Рудольф Гіден     |
| ЗХ                                      | Йоганн Бехер      |
| ЗХ                                      | Юліус Пфау        |
| ПЗ                                      | Вальтер Науш      |
| ПЗ                                      | Антон Білек       |
| ПЗ                                      | Георг Браун       |
| НП                                      | Віктор Гірлендер  |
| НП                                      | Гайнріх Мюллер    |
| НП                                      | Йоганн Вальцгофер |
| НП                                      | Йозеф Вайс        |
| НП                                      | Карл Губер        |
| Тренер:                                 |                   |
| Макс Зіманн / Ганс Нойманн / Єне Конрад |                   |